# Canton de la Rochelle-3
Le canton de la Rochelle-3 est une circonscription électorale française de la ville de La Rochelle, située dans le département de la Charente-Maritime et la région Nouvelle-Aquitaine.
À la suite du redécoupage cantonal de 2014, les limites territoriales du canton sont remaniées.

## Histoire
Un nouveau découpage territorial de la Charente-Maritime entre en vigueur en mars 2015, défini par le décret du 27 février 2014, en application des lois du 17 mai 2013 (loi organique 2013-402 et loi 2013-403). Les conseillers départementaux sont, à compter de ces élections, élus au scrutin majoritaire binominal mixte. Les électeurs de chaque canton élisent au Conseil départemental, nouvelle appellation du Conseil général, deux membres de sexe différent, qui se présentent en binôme de candidats. Les conseillers départementaux sont élus pour 6 ans au scrutin binominal majoritaire à deux tours, l'accès au second tour nécessitant 10 % des inscrits au 1er tour. En outre la totalité des conseillers départementaux est renouvelée. Ce nouveau mode de scrutin nécessite un redécoupage des cantons dont le nombre est divisé par deux avec arrondi à l'unité impaire supérieure si ce nombre n'est pas entier impair, assorti de conditions de seuils minimaux. Dans le Charente-Maritime, le nombre de cantons passe ainsi de 51 à 27. La composition du canton de la Rochelle-3 est remaniée.

## Géographie
Ce canton est organisé autour de La Rochelle dans l'arrondissement de La Rochelle. Son altitude varie de 0 m (La Rochelle) à 28 m (La Rochelle) pour une altitude moyenne de 4 m.

## Représentation

### Représentation de 1973 à 1985 (ancien canton)
| Période | Période | Identité                     | Étiquette    | Qualité |
| ------- | ------- | ---------------------------- | ------------ | --- |
| 1973    | 1976    | Alain de Lacoste-Lareymondie | CNI puis DVD | Conseiller d'État Ancien député CNI (1959-1962)                                                                 |
| 1976    | 1985    | Jacques Robert               | PS           | Contrôleur aux Télécom, adjoint au maire de La Rochelle (1971-1995) Élu en 1985 dans le canton de La Rochelle-7 |

### Représentation de 1985 à 2015
| Période | Période | Identité                 | Étiquette | Qualité                                                                                            |
| ------- | ------- | ------------------------ | --------- | -------------------------------------------------------------------------------------------------- |
| 1985    | 1998    | François Jaume           | RPR       | Conseiller municipal de La Rochelle                                                                |
| 1998    | 2015    | Marylise Fleuret-Pagnoux | PRG       | Première Adjointe au maire de La Rochelle depuis 2014 Élue en 2015 dans le Canton de la Rochelle-1 |

### Représentation après 2015
| Période élective | Période élective | Mandat | Mandat   | Identité           | Nuance | Nuance | Qualité                                                                                       |
| ---------------- | ---------------- | ------ | -------- | ------------------ | ------ | ------ | --------------------------------------------------------------------------------------------- |
| 2015             | 2021             | 2015   | 2021     | Nadège Desir       |        | PRG    | Adjointe au maire de La Rochelle (2014-2020), conseillère municipale (opposition) depuis 2020 |
| 2015             | 2021             | 2015   | 2021     | Pierre Robin       |        | PRG    | Adjoint au maire de La Rochelle (2014-2020)                                                   |
| 2021             | 2028             | 2021   | en cours | Marion Pichot      |        | EELV   | Cadre associatif, ancienne conseillère municipale de La Rochelle (2014-2020)                  |
| 2021             | 2028             | 2021   | en cours | Jean-Marc Soubeste |        | EELV   | Enseignant du secondaire, conseiller municipal de La Rochelle                                 |

### Résultats détaillés

#### Élections de mars 2015
À l'issue du 1er tour des élections départementales de 2015, deux binômes sont en ballottage : Nadège Desir et Pierre Robin (PRG, 24,83 %) et Christelle Claysac et Jean-Pierre Mandroux (PS, 22,82 %). Le taux de participation est de 46,32 % (7 635 votants sur 16 484 inscrits) contre 50,08 % au niveau départementalet 50,17 % au niveau national.
Au second tour, Nadège Desir et Pierre Robin (PRG) sont élus avec 59,48 % des suffrages exprimés et un taux de participation de 40,38 % (3 415 voix pour 6 657 votants et 16 484 inscrits).

#### Élections de juin 2021
Le premier tour des élections départementales de 2021 est marqué par un très faible taux de participation (33,26 % au niveau national). Dans le canton de la Rochelle-3, ce taux de participation est de 28,18 % (4 958 votants sur 17 595 inscrits) contre 33,83 % au niveau départemental. À l'issue de ce premier tour, deux binômes sont en ballottage : Marion Pichot et Jean-Marc Soubeste (binôme écologiste, 28,19 %) et Josée Brossard et El Abbès Sebbar (DVG, 22,28 %).
Le second tour des élections est marqué une nouvelle fois par une abstention massive équivalente au premier tour. Les taux de participation sont de 34,3 % au niveau national, 34,56 % dans le département et 28,03 % dans le canton de la Rochelle-3. Marion Pichot et Jean-Marc Soubeste (binôme écologiste) sont élus avec 55,63 % des suffrages exprimés (2 444 voix pour 4 931 votants et 17 593 inscrits),,. 

## Composition

### Composition avant 2015

Situation du canton de la Rochelle-3 dans le département de la Charente-Maritime avant 2015.

Le canton de la Rochelle 3e Canton se composait d'une fraction de la commune de La Rochelle.

### Composition à partir de 2015
| Nom                                 | Code Insee | Intercommunalité  | Superficie (km2) | Population (dernière pop. légale)                | Densité (hab./km2) | Modifier                                    |
| ----------------------------------- | ---------- | ----------------- | ---------------- | ------------------------------------------------ | ------------------ | ------------------------------------------- |
| La Rochelle (bureau centralisateur) | 17300      | CA de La Rochelle | 28,43            | Fraction : 26 299 (2022) Commune : 79 961 (2022) | 2 813              | modifier les données · modifier les données |
| Canton de la Rochelle-3             | 1716       |                   |                  | 26 299 (2022)                                    |                    | modifier les données                        |

Le canton de la Rochelle-3 comprend la partie de la commune de La Rochelle non incluse dans les cantons de La Rochelle-1 et de La Rochelle-2.

## Démographie

### Démographie avant 2015
| 1975 | 1982 | 1990  | 1999  | 2006  | 2011  | 2012  |
| ---- | ---- | ----- | ----- | ----- | ----- | ----- |
| -    | -    | 9 852 | 9 499 | 8 433 | 7 949 | 7 924 |

### Démographie depuis 2015
En 2022, le canton comptait 26 299 habitants, en évolution de +9,7 % par rapport à 2016 (Charente-Maritime : +4,04 %, France hors Mayotte : +2,11 %).
| 2013   | 2018   | 2022   |
| ------ | ------ | ------ |
| 24 384 | 24 399 | 26 299 |